# Baggoro
Die Baggoro, auch Barkur oder Worran, ist eine schwere Schwert-Keule aus Australien.

## Beschreibung
Die Baggoro hat einen flachen, zweischneidigen Schlagkörper. Der Ort ist abgerundet. Die Schlagkanten sind dünn und scharf gearbeitet. Das hintere Ende ist schmal und rund gearbeitet, um als Heft zu dienen. Es ist meist mit Pflanzenfasern umwickelt, um es besser greifen zu können. Die Baggoro wird wie ein Schwert zusammen mit einem Schild benutzt. Die Baggoro wird von Ethnien in Australien benutzt.